# Saré de Guirgo
Ne doit pas être confondu avec Saré de Tuili.
Saré de Guirgo est une commune rurale située dans le département de Kombissiri de la province du Bazèga dans la région Centre-Sud au Burkina Faso.

## Santé et éducation
Le centre de soins le plus proche de Saré de Guirgo est le centre de santé et de promotion sociale (CSPS) de Guirgo.